# Котони (станция, JR Hokkaido)
Станция Котони (яп. 琴似駅 котони эки) — железнодорожная станция в японском городе Саппоро, обслуживаемая компанией JR Hokkaido. На этой станции можно использовать Kitaca (смарт-карта).

## История
Станция Котони была открыта 28 ноября 1880 года. С приватизацией JNR она перешла под контроль JR Hokkaido. В 1988 году была построена приподнятая станция.

## Линии
- JR Hokkaido
  - Главная линия Хакодате

## Планировка
Платформы 
| 1 | ■Линия Хакодате | на станции Тэинэ, Отару и Куттян                       |
| 2 | ■Линия Хакодате | на станции Саппоро, Ивамидзава и Новый аэропорт Титосэ |